# Rönninge, Ronneby
Rönninge är en stadsdel i den södra delen Ronneby på den västra sidan av Ronnebyån. Rönninge består av trähusbebyggelse från perioden 1900 -1920 där många hus byggdes för att hyras ut till välbärgade gäster vid Ronneby brunn. Bebyggelsen ingår i det riksintresseområde för kulturmiljövården K13 som omfattar stadsdelen Blekan, Ronneby brunn och Karön. Bebyggelsen är sedan år 2022 skyddad genom så kallade områdesbestämmelser enligt Plan- och bygglagen. Den historiska bebyggelsen är byggd i en schweizerstil och vänder sina framsidor mot ån där brunnsgästerna ofta promenerade. Husen har medvetet placerats strategiskt direkt söder om det ursprungliga brunnshotellet. Trädgårdarna bär en stark inspiration av Brunnsparkens stilideal som engelsk park.